# رصدخانه مدارگرد کربن ۲
رصدخانه مدارگرد کربن ۲ (انگلیسی: Orbiting Carbon Observatory 2) که به اختصار OCO-2 نامیده می‌شود، ماهواره علوم زیست‌محیطی ایالات متحده آمریکا است که دوم ژوئیه ۲۰۱۴ توسط ناسا از پایگاه نیروی هوایی وندنبرگ به فضا پرتاب شد. این ماهواره جانشین رصدخانه مدارگرد کربن شد که پرتاب آن در سال ۲۰۰۹ با شکست روبه‌رو شده بود.
ماهواره OCO-2 توسط اوربیتال ساینسز کورپوریشن ساخته شده و برای مطالعه پراکنش و غلظت کربن دی‌اکسید در جو زمین مورد استفاده قرار می‌گیرد.